# Karel Brzobohatý
Karel Brzobohatý, mistr sportu (4. dubna 1935 Zlín[ujasnit] – 14. dubna 1999 Zábřeh) byl československý atlet-výškař, trenér, rozhodčí a pedagog.
Osobní rekord 203 cm skočil stylem stredl (Olomouc 14.5.1961).
Jako 10. muž historie československé atletiky překonal magickou hranici výšky 200 cm (203 cm 1961). Tělesná výška 195 cm, váha 86 kg.

## Kariéra
Byl rekordman a reprezentant ČSR a ČSSR, trojnásobný mistr republiky v kateg. 40–44 let. Tréninkovým konzultantem mu byl mj. od roku 1961 Robert Šavlakadze, olympijský vítěz z roku 1960. Při zimní přípravě na OH 1964 si způsobil zranění levého kolena a po nesterilním zákroku obvodního lékaře – sepse, otoky, hrozba amputace nohy, znehybnění kloubu, následná rehabilitace v Kladrubech a ukončení aktivního závodění. V roce 1975 obnovení činnosti díky novému skokanskému stylu Fosbury FLOP. Patřil do líhně atletů TJ ČSAO Zábřeh, kteří se proslavili na mnoha atletických stadiónech Československa a Evropy, jako byli Němec, Merta, Mertová, Foit, Smyslová a další. Čestný titul „mistr sportu” (za limit 202 cm z roku 1961) mu byl udělen ČSTV v rámci pražského jara 1968, resp. v rámci politických rehabilitací ÚV ČSTV v roce 1990.
Mezi jeho významné svěřence patřil např. juniorský reprezentant ČSSR, výškař Jaroslav Šubrt (201 cm 1974) a syn Petr 110 m př. (14,6 s 1987).
K největším úspěchům Karla Brzobohatého lze počítat 3. místo na silně osazeném mezinárodním závodu – X. memoriálu Evžena Rošického 1961 v Praze na Strahově. Zde porazil výkonem 198 cm 20 výškařů – kromě čs. špičky i švédského olympionika K. A. Nilssona, budoucího světového rekordmana – Číňana Ni Chin-China (229 cm 1970) a olympioniky R. Koteie (Mali) a S. Iguna (Nigérie). Závod vyhrál olympijský vítěz 1960 R. Šavlakadze (210 cm), stříbrnou příčku získal čs. reprezentant M. Valenta (201 cm). Funkcionáři UV ČSTV zařadili Brzobohatého na základě výsledku do čs. reprezentačního družstva A.

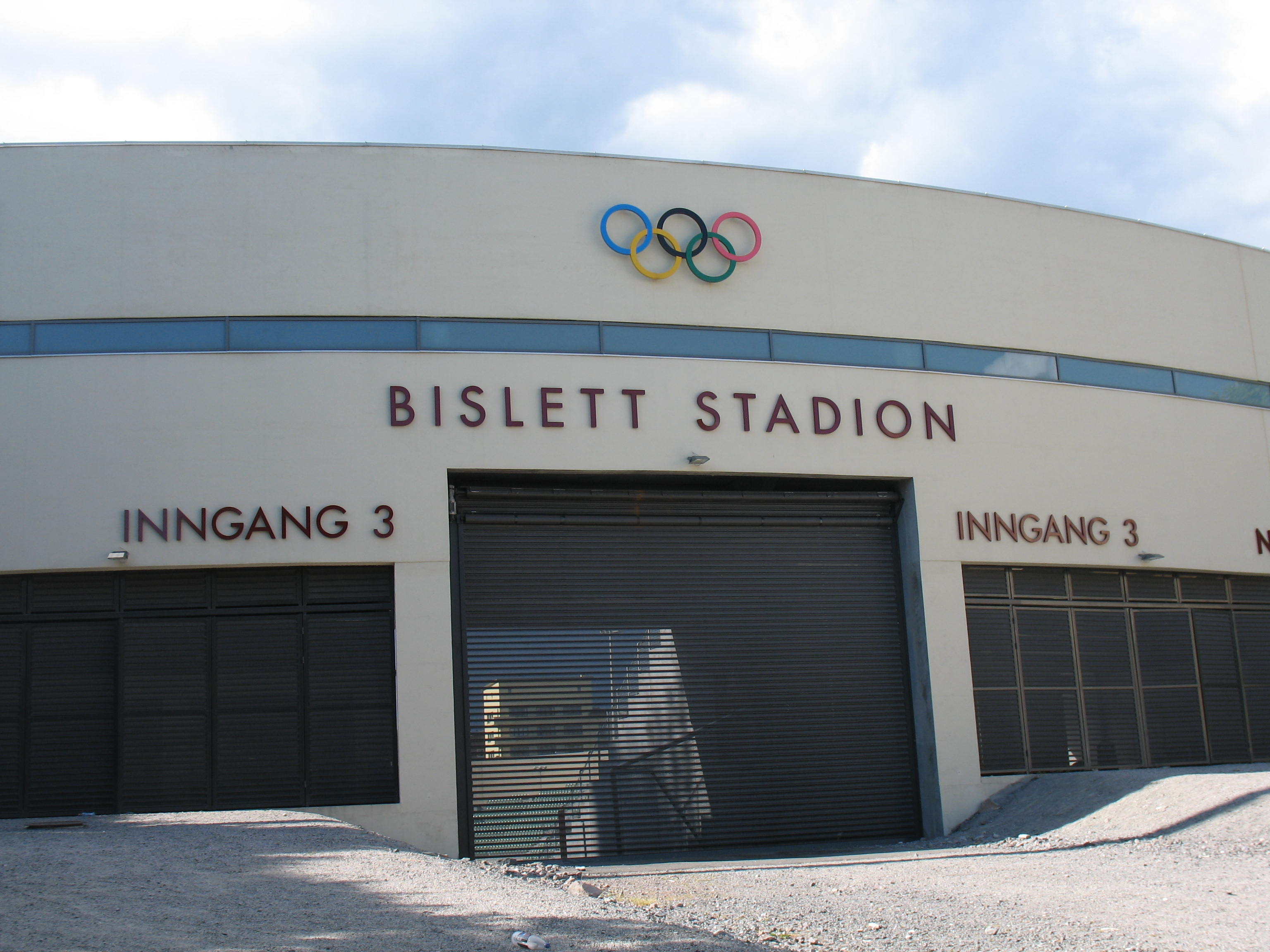
Stadión Bislet v Oslu. Dějiště ME 1946, ZOH 1952 a seriálu Golden League

Při mezistátním utkání Norsko – ČSSR, konaném v srpnu 1961 v Oslu na olympijském stadiónu Bislet, dokázal i za nepříznivých podmínek pro jeho skokanský styl (v dešti rozbahněná dráha, 45 min přerušení) porazit norského mistra A. Vanga a získal pro ČSSR 3. místo. Závod vyhrál Nor G. Husby.
Po úspěšné sezóně 1961, kdy si Brzobohatý zvýšil osobní rekord o 6 cm a byl nominován na několik zahraničních startů, byl pro rok 1962 reálným cílem start na ME v Bělehradě. Nominační limit 203 cm odpovídal osobnímu rekordu Brzobohatého a finálovému umístění na ME do 7. místa. Navzdory tréninku se však forma po zdravotních problémech (anginy, operace mandlí, pásový opar) nedostavila a nejlepším výsledkem bylo 195 cm a 2. místo v mezinárodním závodě při Velké ceně Litomyšle za rakouským olympionikem a mistrem H. Donnerem (200 cm).
V posledním a nejdůležitějším závodu sezóny 1963, v říjnu, při I. československých sportovních hrách v Bratislavě zvítězil a získal titul přeborníka I. ČSSH v rámci československé konkurence v osobním výkonu roku 199 cm a zařadil se tak do širšího výběru pro OH 1964. Pro konečnou nominaci na OH 1964 v Tokiu bylo nutno skočit v olympijské sezóně na významném zavodu limit 206 cm. Po úspěchu Brzobohatého na I. ČSSH mu byly poskytnuty v Zábřehu pro kvalitní zimní přípravu důstojné podmínky (např. gumové doskočiště, soustředění v Nymburku, metodika závodníků SSSR a startovní příležitosti), avšak zranění dlouhodobě zatěžovaného levého kolena a poté neprofesionální zásah lékaře ho nadobro vyřadil z tréninku a vzal mu možnost opět atakovat výšky nad 2 m.

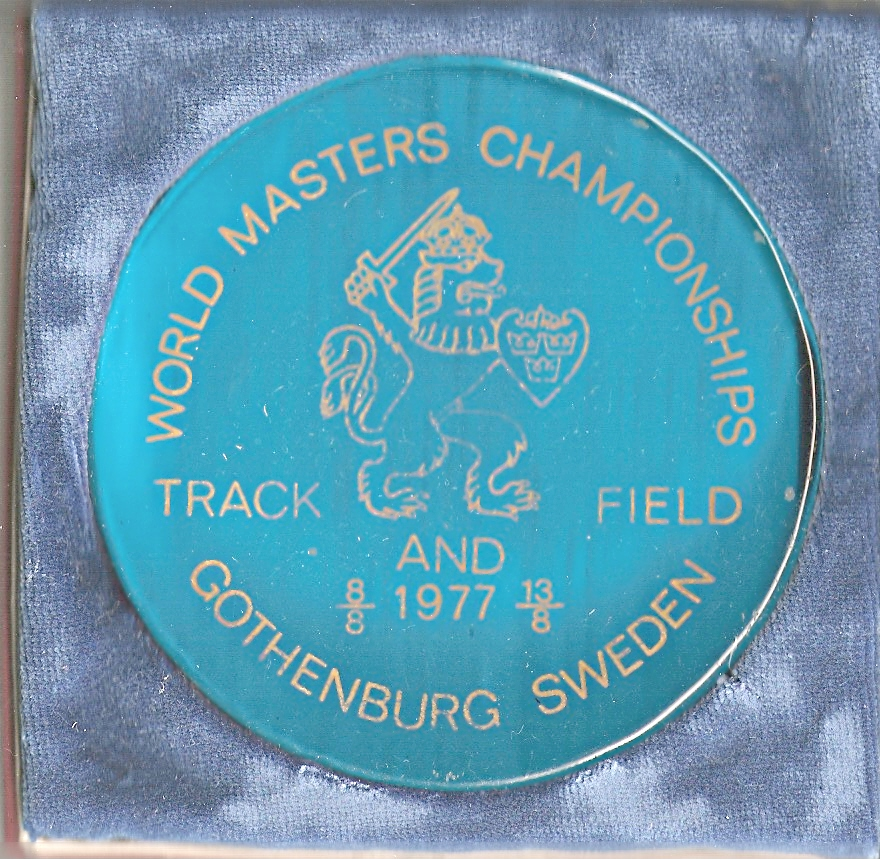
Göteborg, MS veteránů, 1977

Poslední závod absolvoval Brzobohatý v Zábřehu v březnu 1964, kde zvítězil z plného tréninku v I. ročníku Zimního poháru výškařů.
V srpnu roku 1977 se po částečném obnovení závodní činnosti ve 42 letech zúčastnil II. mistrovství světa veteránů v Göteborgu ve Švédsku na stadionu Slottsskogsvallen. Zde se umístil ve finále na 4. místě za olympionikem Rakušanem H. Mandlem (200 cm), švédským olympionikem S. Petterssonem (190 cm) a dalším Švédem A. Palmem (180 cm). K bronzové medaili by mu stačilo skočit překonanou výšku 180 cm na 1. pokus nebo vyrovnat osobní veteránský rekord 185 cm. Při rozeskakování před závodem zdolal 183 cm. Skokanskou kariéru uzavřel Brzobohatý definitivně na III. mistrovství světa veteránů v Hannoveru v NSR v roce 1979. Zde s nataženým l. stehenním svalem ukončil předčasně soutěž na 14. místě.

## Oddílová příslušnost

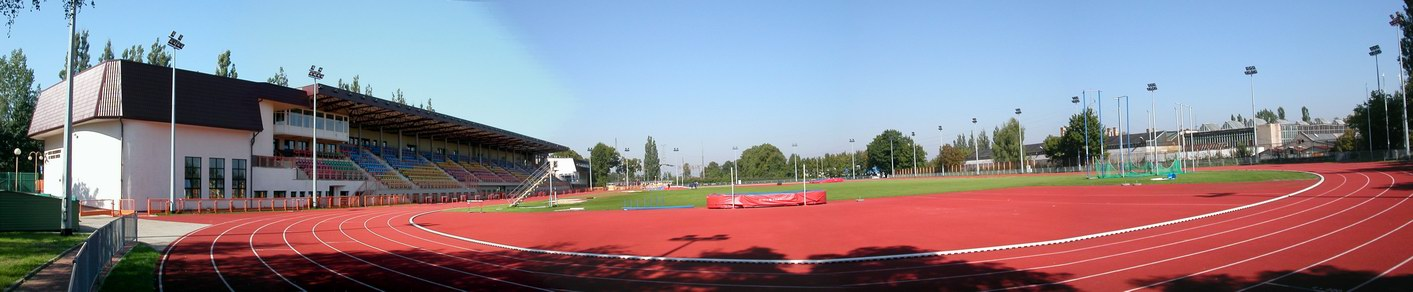
Szczecin Miejski Stadion Lekkoatletyczny. MU Polsko - ČSSR 1961

- 1951-53 Atlas Zábřeh
- 1954 Slavia Praha
- 1955 Slavia ITVS
- 1956 Baník K. Vary
- 1957-58 RH Praha
- 1959-62 Slovan Olomouc
- 1963-64 TJ ČSAO Zábřeh
- 1975-79 TJ ČSAO Zábřeh

## Sportovní a reprezentační cíle
| Soutěž                       | Stát              | Limit | Nominace    | Nejl. výsledek | Počty startů |
| ---------------------------- | ----------------- | ----- | ----------- | -------------- | ------------ |
| MER 1954 – 63                | Československo    | 195   | ano         | 3. místo       | 6            |
| MU 1961                      | Polsko · Norsko   | 200   | ano         | 3. místo       | 2            |
| ZJS Brno – Dozsa Ujpest 1961 | Maďarsko          | 200   | ano         | nevycestoval   | 0            |
| ME 1962                      | Jugoslávie        | 203   | ne          | ne             | 0            |
| OH 1964                      | Japonsko          | 206   | ano – širší | ne – zranění   | 0            |
| MS Masters 1977, 79          | Švédsko · Německo |       | ano         | 4. místo       | 2            |
| Mistr sportu                 | Československo    | 202   | ano 1968    | udělen 1990    | titul        |

## Rekordy
| Rok  | Věk | Rekord                               | Město        | Výkon | Styl   | tabulky roku          | ČSSR tab. |
| ---- | --- | ------------------------------------ | ------------ | ----- | ------ | --------------------- | --------- |
| 1952 | 17  | rekord SM kraje                      | Šumperk      | 184   | horine |                       |           |
| 1952 |     | čs. dorostenecký rekord              | Šumperk      | 188   | horine |                       |           |
| 1952 |     | čs. dorostenecký rekord              | Zábřeh       | 190   | horine |                       |           |
| 1952 |     | čs. dorostenecký rekord              | Prostějov    | 191   | horine | 1. dorost, 27. muži   | 2.        |
| 1954 | 19  | rekord SM kraje                      | Zábřeh       | 192   | horine |                       | 4.        |
| 1955 | 20  | rekord KV kraje                      | K. Vary      | 190   | sweney |                       |           |
| 1955 |     | os. rekord                           | Praha        | 195   | sweney | 33.                   | 6.        |
| 1958 | 23  | os. rekord                           | Praha        | 197   | stredl |                       | 8.        |
| 1961 | 26  | rekord SM kraje, limit Mistra sportu | Olomouc      | 203   | stredl | 35.                   | 4.        |
| 1975 | 40  | čs. veteránský rekord 1A             | Rožnov p. R. | 180   | flop   |                       | 1.        |
| 1975 |     | čs. veteránský rekord 1A             | Prostějov    | 184   | flop   | 2. svět. tab. masters | 1.        |
| 1976 | 41  | čs. veteránský rekord 1A             | Brno         | 185   | flop   | 3. svět. tab. masters | 1.        |
| 1977 | 42  | čs. veteránský rekord 1A             | Praha        | 185h  | flop   | 3. svět. tab. masters | 1.        |

## Soutěže (Reprezentace ČSSR a mezinárodní závody)
| Rok  | Soutěž                                    | Město a stát      | Výsledek | Výkon |
| ---- | ----------------------------------------- | ----------------- | -------- | ----- |
| 1954 | IV. Memoriál Evžena Rošického             | Praha, ČSR        | 10.      | 180   |
| 1955 | V. Memoriál Evžena Rošického              | Praha, ČSR        | 6.       | 195   |
| 1955 | Olomouc – UDA Praha – Rumunsko            | Olomouc, ČSR      | 2.       | 190   |
| 1956 | Baník K. Vary – Litomyšl – Drážďany (NDR) | Liberec, ČSR      | 1.       | 191   |
| 1956 | IV. Světový kongres studentstva           | Praha, ČSR        | 2.       | 185   |
| 1957 | RH Praha – Vídeň (Rakousko)               | Kladno, ČSR       | 1.       | 185   |
| 1957 | VI. Memoriál Evžena Rošického             | Praha, ČSR        | 18.      | 175   |
| 1958 | VII. Memoriál Evžena Rošického            | Praha, ČSR        | 8.       | 190   |
| 1961 | X. Memoriál Evžena Rošického              | Praha, ČSSR       | 3.       | 198   |
| 1961 | Mezistátní utkání Polsko – ČSSR           | Szczecin, Polsko  | 4.       | 190   |
| 1961 | Mezistátní utkání Norsko – ČSSR           | Oslo, Norsko      | 3.       | 190   |
| 1963 | XII. Memoriál Evžena Rošického            | Praha, ČSSR       | 4.       | 198   |
| 1977 | II. Mistrovství světa veteránů            | Göteborg, Švédsko | 4.       | 180   |
| 1979 | III. Mistrovství světa veteránů           | Hannover, Německo | 14.      | 168   |